# هيوجس أوكانسي
هيوجس أوكانسي (بالفرنسية: Hugues Occansey)‏ مواليد 18 ديسمبر 1966 في فرنسا، هو لاعب كرة سلة فرنسي. بدأ مسيرته الاحترافية في سنة 1982. يبلغ طوله 6 قدم 7 بوصة (2.0 م). اعتزل اللعب في 2002.

## المسيرة الاحترافية
لعب مع ليموج سي إس بي في الدوري الفرنسي من سنة 1982 إلى 1988، ثم لعب مع أسفيل باسكت في موسم 1994–1995، ثم لعب مع فالنسيا باسكت في الدوري الإسباني في موسم 2000–2001، ثم لعب مع ستراسبورغ أي جي في الدوري الفرنسي في موسم 2001–2002.

## روابط خارجية
- هيوجس أوكانسي على موقع الاتحاد الدولي لكرة السلة (الإنجليزية)
- هيوجس أوكانسي على موقع الدوري الإسباني لكرة السلة (الإسبانية)
- هيوجس أوكانسي على موقع كرة السلة الأوروبية.كوم (الإنجليزية)
- هيوجس أوكانسي على موقع بروبوليرز (الإنجليزية)